# ダンシング・ベイビー
ダンシング・ベイビー（Dancing Baby）は、典型的な赤ちゃんではあり得ないようなユーモラスなダンスをする赤ちゃんが登場するアニメーション作品である。
3次元コンピュータグラフィックス用ソフトウェアである3ds Max用に、モーションキャプチャ技術のプレゼンテーションとして作成されたのが始まりである。大人がダンスをしているときの関節など各部位の動きの情報をコンピュータに取り込み、3次元グラフィックスの赤ちゃんに当てはめたものである。
インターネットを通じて広く公開され人気となり、米国のテレビドラマ「アリー my Love」(Ally McBeal) にも登場した。
酔っぱらったダンシング・ベイビーなど、改変されたものやパロディも数多く存在する。
日本でも1999年頃の一時期ブームになり、トヨタ自動車の「Cami」のCMにはスカイダイビングをするダンシング・ベイビーが登場した。